# System Informacji Prawnej Lex
System Informacji Prawnej LEX – jeden z największych i najbardziej znanych polskich systemów informacji prawnej, aktualnie wydawany przez koncern Wolters Kluwer Polska.

## Historia Systemu Informacji Prawnej LEX
Początki Systemu Informacji Prawnej LEX sięgają roku 1987, kiedy w Gdańsku powstała Kancelaria Prawnicza Lex. Kancelaria została założona przez trzech prawników: Grzegorza Lemkę, Arkadiusza Skłuckiego oraz Mariusza Zabłotnego.
W tym czasie jedynym narzędziem dostarczającym informacji o obowiązującym prawie był Skorowidz Przepisów Prawnych wydawany mniej więcej co kilka lat przez wydawnictwo Urzędu Rady Ministrów. W tej sytuacji pojawił się pomysł, aby zbudować komputerową bazę informacji o obowiązującym prawie. Pomysł zgłosił ekonomista Janusz Nagórski.
Pierwsza baza powstała w oparciu o skorowidz URM. Przygotowano tzw. fiszki przedstawiające relacje pomiędzy aktami prawnymi. Fiszki przygotował zespół studentów prawa w składzie: Andrzej Błażejak, Krzysztof Grajewski, Andrzej Jemielita, Piotr Wituski.
W tym czasie do zespołu dołączył informatyk Tomasz Śmiałkowski, który napisał relacyjną bazę danych służącą do zapisania informacji zgromadzonych na fiszkach. Po kilku miesiącach współpracę z kancelarią rozpoczął kolejny informatyk Andrzej Tobolski.
Pierwszą publikacją przygotowaną w oparciu o komputerową bazę danych był Skorowidz Przepisów Prawnych „Info-Lex”, który ukazał się w roku 1988. Skorowidz został wydany w dwóch tomach jako publikacja wymiennokartkowa. Układ tematyczny skorowidza bazował na skorowidzu URM, zasadnicza różnica dotyczyła aktualności skorowidza. Dzięki wykorzystaniu komputerowej bazy danych kolejne aktualizacje skorowidza Info-lex ukazywały się co kwartał, co w porównaniu do skorowidza URM w oczywisty sposób wpływało na aktualność informacji prezentowanych w skorowidzu Info-lex.
W roku 1990, w ślad za skorowidzem papierowym pojawił się pierwszy produkt elektroniczny. Był to nadal tylko skorowidz jednak nośnikiem informacji została duża, 8-calowa dyskietka komputerowa. W roku 1991 skorowidz został uzupełniony o ujednolicone teksty 60 najważniejszych aktów prawnych – Skorowidz Obowiązujących Przepisów z Tekstami.  
W tym czasie komputerowa baza danych była na bieżąco aktualizowana przez stały zespół prawniczek, w składzie: Romana Kurek, Katarzyna Miklaszewska oraz Jolanta Waluk.
Pomimo starannej pracy aktualizacyjnej zaczęły się pojawiać uwagi dot. prezentowania przez system nieaktualnych aktów prawnych. Okazało się, że budując bazę danych na podstawie skorowidza URM, przejęto wiele aktów, które stały się nieobowiązujące bez wyraźnego uchylenia, w drodze tzw. desuetudo. Drugą, jeszcze bardziej liczną grupę, stanowiły akty uchylone pośrednio, to jest takie, dla których uchylono przepis będący podstawą ich wydania.
Podjęto decyzję o wykonaniu przeglądu bazy danych w celu odnalezienia i usunięcia nieaktualnych aktów prawnych. Zadania podjął się zespół prawników w składzie Anna Żołtańska, Dariusz Cisło, Krzysztof Janczukowicz oraz Krzysztof Szerkus. Pracami zespołu kierował Krzysztof Janczukowicz, który od tego momentu rozpoczął stałą, długoletnią współpracę z kancelarią, przez wiele lat kierując pracami prawniczego zespołu merytorycznego.
Po zakończeniu przeglądu bazy danych pod kątem aktualności aktów prawnych rozpoczęły się prace nad rozbudowaniem zasobów bazy poprzez dodanie tekstów aktów prawnych. Trzeba mieć świadomość, że w owym czasie nie było narzędzi umożliwiających przekształcanie skanów w elektroniczny dokument tekstowy. Jedyna możliwość zbudowania bazy tekstów polegała na ręcznym wpisaniu i poddaniu dwukrotnej korekcie wszystkich tekstów dodawanych do bazy danych. W taki ręczny sposób wprowadzono do bazy wszystkie teksty obowiązujących w tym czasie ustaw oraz teksty najważniejszych aktów wykonawczych. Dla wpisywanych do bazy aktów prawnych opracowywane były wersje tekstu po każdej nowelizacji.
W 1993 opublikowany został program Temida zawierający początkowo około 10 tys. tez orzeczeń Sądu Najwyższego i Naczelnego Sądu Administracyjnego. W 1995 połączono te programy w jeden program Polskie Prawo i Orzecznictwo. Program ten miał w podtytule zwrot System Informacji Prawnej LEX, co miało służyć podkreśleniu, że dokumenty zawarte w programie, dzięki wielu relacjom pomiędzy nimi, tworzą spójny system, w którym informacja o obowiązującym prawie uzupełniana jest informacjami o tym, jak to prawo jest interpretowane przez najważniejsze instytucje sądowe w kraju. Zwrot ten stał się podstawową nazwą programu w 1996, a w późniejszych latach zwrot system informacji prawnej stał się nazwą gatunkową dla wszystkich tego typu programów.
System Informacji Prawnej LEX był pierwszym programem tego typu w Polsce, w którym każdy akt prawny, którego tekst był zawarty w programie, miał nie tylko aktualną wersję tego tekstu, ale również wszelkie wersje wcześniejsze. Innymi cechami charakterystycznymi tego programu była jego horyzontalność (obejmowanie całości obowiązującego prawa, a nie jakiegoś jego wycinka) i opisana już systemowość.
W kolejnych latach System Informacji Prawnej LEX był uzupełniany o nowe kategorie dokumentów, w tym m.in.:
1. bibliografia i tezy (cytaty) z piśmiennictwa prawniczego (1999),
2. prawo miejscowe (1999),
3. interpretacje urzędowe (2000),
4. projekty ustaw (2000),
5. autorskie wzory dokumentów (2001)
6. prawo wewnętrznie obowiązujące (2001),
7. ogłoszenia prawno-gospodarcze (2001),
8. komentarze (2002),
9. komentarze praktyczne (2002),
10. pytania i odpowiedzi (2002),
11. analizy (2002),
12. prawo wspólnotowe (2004),
13. studia przypadków (2004),
14. glosy (2004),
15. pomniki prawa (2007),
16. artykuły z czasopism prawniczych (2008),
17. kalkulatory (2008),
18. komentarze aktualizowane (2009),
19. monografie (2010),
20. tłumaczenia aktów prawnych prawa polskiego na język niemiecki i angielski (2011),
21. procedury (2012),
22. linie orzecznicze (2014,
23. systemy prawa (2015),
24. szkolenia (2015).

W wyniku tak dynamicznego rozwoju w bazach Systemu Informacji Prawnej LEX pod koniec września 2018 roku znajdowało się łącznie prawie siedem milionów dokumentów (pod koniec 2007 – ponad 2 miliony). W marcu 2021 r. w Systemie znajdowało się już ponad 2 miliony aktów prawnych i niemal 3 miliony orzeczeń i pism urzędowych.
W 1994 r. Wydawnictwo Prawnicze Lex utworzyło spółkę joint venture z holenderskim koncernem Wolters Kluwer, a w 1999 r. zostało w całości wykupione przez ten koncern. Początkowo połączone wydawnictwa nosiły nazwę Polskie Wydawnictwa Profesjonalne, następnie – Wolters Kluwer Polska, a obecnie – Wolters Kluwer.
W 2014 r. wydawca Systemu Informacji Prawnej LEX, spółka Wolters Kluwer Polska przejęła spółkę LexisNexis Polska, która wydawała największego konkurenta SIP LEX – program LexPolonica. Jeszcze bardziej umocniło to pozycję rynkową Systemu Informacji Prawnej LEX.

## Wersje programu
Początkowo program działał tylko w trybie off-line. Był on wyposażony w interfejs dla systemów operacyjnych DOS, a od 1995 – dla Windows. W tym samym roku aktualizacje programu (miesięczne) zaczęły się ukazywać na płytach kompaktowych, co było wymuszone jego objętością, która przekroczyła 60 dyskietek. Od 1997 roku wydawnictwo prowadzi swój serwis internetowy (zob. Polski Serwer Prawa). Jego najnowsza wersja została wprowadzona w styczniu 2012 roku.
Sam program dopiero w 1998 został wzbogacony o pierwsze elementy trybu on-line – dostęp do zbiorów informacji prawnej zgromadzonych na serwerze internetowym wydawnictwa aktualizowanych w trybie tygodniowym. Samodzielny program działający w trybie on-line pojawił się dopiero w 2002. Rok później System Informacji Prawnej LEX w wersji działającej w trybie off-line stał się pierwszym tego typu programem w Polsce rozpowszechnianym na nośniku DVD.
Od 1998 System Informacji Prawnej LEX zaczął się ukazywać w trzech wersjach: LEX Alfa, LEX Delta oraz LEX Omega, z których pierwsza była najuboższa, a ostatnia najobszerniejsza. Na początku 2005 te dotychczasowe wersje programu zostały zastąpione bogatszymi wersjami: LEX Gamma, LEX Sigma i LEX Omega. Od 2019 roku LEX Sigma został usunięty z oferty. Obecnie są to podstawowe wersje programu, oprócz których dostępne są również wersje dla konkretnych grup prawników (np. LEX dla Sędziego i Prokuratora).

## Współpraca ze studentami i pracownikami Uniwersytetu Gdańskiego
Początkowo System Informacji Prawnej LEX nie był obiektem zainteresowania ze strony środowiska naukowego. Z drugiej strony od samego początku świeżość przedsięwzięcia przyciągała młodych prawników świadomych możliwości wynikających z wykorzystania komputerów do przetwarzania informacji prawnych. Idea wzbudzała zainteresowanie zarówno studentów, jak i młodych pracowników nauki.
Pierwszym pracownikiem naukowym, który zgłosił chęć współpracy był dr Krzysztof Janczukowicz, który następnie przez wiele lat kierował pracą prawniczego zespołu merytorycznego. Jako studenci rozpoczęła współpracę z firmą LEX grupa późniejszych pracowników naukowych Wydziału Prawa i Administracji Uniwersytetu Gdańskiego. Wśród osób wchodzących w skład zespołu LEX wymienia się takich pracowników tego Wydziału, jak: prof. dr hab. Tomasz Bąkowski, dr Piotr Bielski, dr hab. Wojciech Cieślak (wówczas prof. UG), mgr Henryk Jasionek, dr Krzysztof Kaszubowski, dr hab. Jacek Potulski (prof. UG), dr hab. Agnieszka Skóra (wówczas prof. UG), dr hab. Sławomir Steinborn (prof. UG), prof. dr hab. Jakub Stelina, prof. dr hab. Jarosław Warylewski, dr hab. Grzegorz Wierczyński (prof. UG) i dr hab. Wojciech Wiewiórowski.
Wydział Prawa i Administracji Uniwersytetu Gdańskiego i redakcja Systemu Informacji Prawnej LEX byli współorganizatorami ogólnopolskiej konferencji „Informacja prawna a prawa obywatela”, która odbyła się w dniach 19-20 czerwca 2006 z okazji XXXV-lecia informatyki prawniczej w Polsce i XV-lecia Systemu Informacji Prawnej LEX.

## Wybrana literatura na temat SIP LEX
- Jacek Petzel, Systemy wyszukiwania informacji prawnej, Warszawa 2017, s. 441-442
- Grzegorz Wierczyński, 15 lat Systemu Informacji Prawnej LEX, [w:] Informacja prawna a prawa obywatela. Konferencja z okazji XXXV-lecia informatyki prawniczej w Polsce i XV-lecia Systemu Informacji Prawnej LEX, Gdańsk, 19-20 czerwca 2006 r., Sopot 2006, s. 243
- Wojciech Wiewiórowski, Grzegorz Wierczyński, Informatyka prawnicza. Nowoczesne technologie informacyjne w pracy prawników i administracji publicznej, wyd. 4, Warszawa 2016, s. 166-167